# Raión de Petropávlovka
El raión de Petropávlovka (ruso: Петропа́вловский райо́н) es un distrito administrativo y municipal (raión) ruso perteneciente a la óblast de Vorónezh. Se ubica en el sureste de la óblast. Su capital es Petropávlovka.
En 2021, el raión tenía una población de 16 573 habitantes.
El raión es limítrofe al sureste con la óblast de Rostov. El territorio del raión es completamente rural.

## Subdivisiones
Comprende veintiocho localidades rurales, agrupadas en los siguientes once asentamientos rurales:
- Berezniagui
- Bychok
- Krasnosiólovka
- Krasnoflótskoye
- Novobogoróditskoye
- Novi Limán
- Novotróitskoye
- Peski
- Petropávlovka (la capital)
- Stáraya Kriusha
- Stáraya Melovaya